# Liguanea Island
Liguanea Island är en ö i Australien. Den ligger i delstaten South Australia, omkring 270 kilometer väster om delstatshuvudstaden Adelaide. Arean är 1,6 kvadratkilometer. Den sträcker sig 2,8 kilometer i nord-sydlig riktning, och 0,9 kilometer i öst-västlig riktning.